# Dom, który zbudował Jack
Dom, który zbudował Jack (ang. The House That Jack Built) – film fabularny z 2018 roku w reżyserii Larsa von Triera. Opowiada historię Jacka, seryjnego mordercy, który w ciągu 12 lat w latach 70. oraz 80. zabił ponad 60 osób.
Film został zaprezentowany na 71. MFF w Cannes i był to pierwszy film von Triera na tej imprezie po skandalu związanym z prowokacyjnymi komentarzami reżysera na temat Hitlera i nazizmu w 2011 roku. Film natychmiast wywołał kontrowersje wśród widzów: podczas pokazu premierowego ponad 100 osób opuściło widownię.

## Fabuła
Głównym bohaterem filmu jest Jack (Matt Dillon), inżynier i seryjny morderca, cierpiący na OCD i mający ambicje artystyczne oraz architektoniczne. Film rozpoczyna się od rozmowy Jacka z niejakim Werem (Bruno Ganz), który pojawi się na ekranie dopiero pod koniec filmu. Jack opowiada Werowi o popełnionych morderstwach — opowieść jest podzielona na pięć części, pięć „zdarzeń“, stanowiących według Jacka losową próbkę jego przestępstw. Tłumaczy Werowi, że postrzega swoje czyny jako swoisty sposób uprawiania sztuki. Film kończy epilog, odbiegający od realistycznej konwencji poprzednich fragmentów: Jack i Wer uciekają przed policją do kanału ściekowego, skąd przedostają się do Piekła. Próbując uciec stamtąd, Jack ginie.

## Obsada
- Matt Dillon – Jack
- Bruno Ganz – Verge (Wergiliusz, Wer)
- Uma Thurman – pierwsza ofiara
- Siobhan Fallon Hogan – Claire Miller, druga ofiara
- Sofie Gråbøl – matka dwóch chłopców, trzecia ofiara
- Riley Keough – Jacquelline, Simple ("Prosta"), czwarta ofiara
- Jeremy Davies – Al
- Jack McKenzie – Sonny
- Mathias Hjelm – Glenn
- Edward Speleers – Ed, drugi policjant
- Marijana Jankovic – Kelly Miller, studentka
- Carina Skenhede – Susan Hanson, staruszka
- Rocco Day – Grumpy
- Cohen Day – George
- Robert Jezek – czwarty policjant
- Osy Ikhile – wojskowy
- Christian Arnold – pierwszy mężczyzna
- Yu Ji-tae – drugi mężczyzna
- Johannes Kuhnke – trzeci mężczyzna
- Jerker Fahlström – czwarty mężczyzna
- David Bailie – S.P.
- Robert G. Slade – Rob
- Vasilije Mujka – człowiek z kosą

## Opinie
Albert Nowicki (His Name is Death) pisał: „Nawet jak na dekonstrukcję thrillera o seryjnym mordercy jest najnowszy film von Triera przedsięwzięciem odkrywczym i karkołomnym. Czyny Jacka nigdy nie są uniewinniane, ale między bohaterem tytułowym a widownią rodzi się specyficzna więź. Próbujemy mężczyznę zrozumieć, po pewnym czasie zauważamy, że morderstwo to dla niego sposób na zachowanie równowagi egzystencjalnej. Zamiast skazywać Jacka na naszą nienawiść, von Trier przedstawia go jako szalonego wrażliwca.”